# オニテナガエビ
オニテナガエビ（Macrobrachium rosenbergii）は、十脚目テナガエビ科の、商業的に重要なエビの一種。淡水に生息するエビでは最大。

## 名称
Malaysian prawn、freshwater scampi (インド)、cherabin (オーストラリア)、golda chingri (バングラデシュとインドのベンガル語: গলদা চিংড়ি) udang galah (インドネシアとマレーシア)、uwáng または uláng (フィリピン) Thailand prawn (中国と台湾) (中国語: Tàiguó xiā 泰國蝦)、 koong mae nam または koong ghram gram (タイ)

## 形態
体長は30cmを超える。体色は主に茶色がかっている。頭胸甲および腹節は黄褐色で、青みを帯びる。若い個体は緑色で、縞が入る。頭部は大きく、額角の背中側の棘は11〜14本、腹側の棘は8〜11本。第一胸脚は細長く、小さな爪が付いており、捕食の際の補助として使用される。第二胸脚は特に雄で非常に発達し、体長よりも長く伸びる。可動指は剛毛で覆われる。雄は成長に伴い第二胸脚の色が透明からオレンジ、その後藍色へと変化していく。可動指は橙色。
雌は雄よりも第二胸脚が小さく、腹部が広くなる。生殖器は雄では第五胸脚、雌では第三胸脚を含む体節にある。

### 多型
雄には3つの異なる多型が存在する。初期段階(small male：SM)では、第二胸脚は小さく透明である。その後成長し、(orange claw：OC)と呼ばれる、第二胸脚がオレンジ色で、長さが体長の0.8 - 1.4倍の状態となる。 後に、最終段階(blue claw：BC)に変化する可能性がある。第二胸脚は青色で、長さは体長の2倍になる。
縄張りを持つBCの雄がOCを支配し、OCがSMを支配する。 BC雄の存在はSMの成長を阻害し、OCからBCへの変変化を遅らせる。OCは変化する前に、付近で最大のBC雄よりも大きくなるまで成長する。雄の3つの段階はすべて性的に活動的で、交尾前の脱皮を終えた雌はあらゆる雄と繁殖する。BCの雄は殻が固まるまで雌を守り、OCとSMは守ることはしない。

## 生態
インドから東南アジア、オーストラリア北部にかけて、インド太平洋の熱帯および亜熱帯域に分布する。日本では西表島から報告があるが、養殖種苗の逸出である可能性が指摘されている。河川の下流から汽水域にかけて生息する。雑食である。
交尾の際、雄は雌の胸部下側、歩脚の間に精莢を植え付ける。雌は卵を押し出し、受精する。雌は受精卵を孵化するまで持ち運ぶ。卵は通常3週間以内で孵化する。雌は10,000 - 50,000個の卵を年に5回産む。
これらの卵から、幼生の初期段階であるゾエアが孵化する。汽水域で数回の脱皮を経て、通常、孵化後約 32 - 35 日で稚エビになる。体長 7.1 - 9.9 mm で形は成体と似る。その後淡水に戻る。

## 人間との関係
東南アジアでは重要な食料とされ、市場で盛んに流通している。アフリカ、タイ、中国、日本、ニュージーランド、アメリカ大陸、カリブ海の一部など、世界各地で食用に養殖されている。